# Tångeråsens bygdegård
Tångeråsens bydgegård i Tångeråsen, Offerdals socken, Krokoms kommun, Jämtland byggdes år 1949 efter fem års planering och arbete. 
Bygdegården har under årens lopp använts för bland annat bio, teater, danstillställningar och fester. Åren 1983-1984 renoverades bygdegården.